# Miguel Gómez Damas
Miguel Gómez Damas (5. červen 1785, Torredonjimeno u Jaénu – 11. červen 1864, Bordeaux, Francie) byl španělský generál a jeden z vůdců první karlistické války.

## Život
Za royalistického povstání ve Španělsku (1821-1823) sloužil pod Tomásem de Zumalacárregui, pozdějším legendárním karlistickým generálem. V roce 1834 velel oddílu vojáků, který eskortoval Dona Carlose při vstupu na španělskou půdu. Ten ho poté povýšil na polního maršála. Vedl na 3 000 mužů do Galicie a Asturie, kde dobyl León, Oviedo a Santiago de Compostela, avšak hlavní cíl výpravy – strhnout místní obyvatelstvo ke vzpouře proti infantě Izabele – se nezdařil. Proto musel změnit plány a zamířit na jih do Andalusie a Extremadury, kde obsadil města Córdobu a Cáceres. Jenže ani zde nebyl vítán s nadšením a plánovaný výbuch povstání se opět nekonal. V prosince 1836 se proto, nyní již jako legenda karlistů, vrátil zpět do Navarry. Po porážce povstání v roce 1839 odešel do francouzského exilu. Do Španělska se znovu vrátil při krátkém karlistickém povstání, avšak po jeho porážce zase odešel do Francie, kde také dožil svoje poslední léta.